# Mari0
 (octobre 2016).
Si vous disposez d'ouvrages ou d'articles de référence ou si vous connaissez des sites web de qualité traitant du thème abordé ici, merci de compléter l'article en donnant les références utiles à sa vérifiabilité et en les liant à la section « Notes et références ».
Mari0 est un jeu vidéo open source qui combine des éléments de Super Mario Bros. et de Portal. Le jeu a été développé par Maurice Guégan de Stabyourself.net, qui a travaillé précédemment sur des jeux comme Not Tetris. Mari0 est développé avec le système LÖVE, et son multiplate-forme. Le jeu est sorti le 3 mars 2012 sur Windows, Mac OS X et Linux sous une licence Creative Commons (BY-NC-SA). Le code-source est disponible au téléchargement.

## Système de jeu
Le jeu Mari0 est basé directement sur le jeu de plateforme 2D 8-bits Super Mario Bros., où le joueur contrôle Mario avec le clavier ou la manette. Il doit courir et sauter à travers le niveau, éviter ou sauter sur les ennemis pour les vaincre, collecter des pièces pour obtenir des points de score. Le jeu ajoute le concept du "Portal Gun" de la série de jeu Portal ; le joueur peut cliquer avec la souris sur deux surfaces distantes dans le niveau pour créer des portails entre elles. Ceci peut être utilisé pour nombre d'options du gameplay, souvent en utilisant une impulsion verticale, en entrant dans un portail qui « jette » Mario horizontalement hors de l'autre portail. Mais cela affecte les ennemis et les autres éléments du jeu de manière similaire.
Le jeu de base utilise la conception de niveau de Super Mario Bros., avec un pack de niveaux de chambre de test inspiré de Portal. Un éditeur de niveaux, avec différents ensembles graphiques, est prévu pour créer du nouveau contenu. Jusqu'à quatre joueurs peuvent coopérer dans le jeu. Une déclinaison multijoueur en ligne doit être publiée dans une version future.

## Historique
L'idée originale de Mari0 était de créer un clone de Super Mario Bros., mais avec des éléments de multijoueur tirés de New Super Mario Bros. Wii. Après avoir vu une vidéo humoristique sur le site Dorkly intitulée Mario With A Portal Gun (en anglais, Mario Avec Un Portal Gun), Maurice Guégan en est venu à l'idée finale du jeu.
Maurice Guégan, le programmeur en chef de Stabyourself.net, a commencé le développement en janvier 2011. Il a tenu informé le public des derniers développements de Mari0 sur le blog de Stabyourself, y compris pendant un long mois marathon de captures d'écran des différentes mises à jour. Plusieurs vidéos ont été postées et une date de sortie prévisionnelle annoncée pour Noël 2011, puis reportée au nouvel an. Cependant, la date de sortie a été de nouveau reportée, jusqu'à ce que les bêta-tests soient terminés et Guégan satisfait de la version finale.
La date de sortie finale a été annoncée sous la forme d'une énigme, rapidement décodée pour révéler le 3 mars 2012. Un compte à rebours a également été mis sur la page d'accueil Stabyourself.net.
La première sortie officielle a été faite en parallèle de la publication d'une vidéo trailer. Le site-web offre souvent des mises à jour qui corrigent des bugs,,,,,.

## Mari0: SE
Mari0: SE (Special Edition) est une version améliorée de Mari0 qui contient plus de chose. Le jeu a été annulé après 3 ans, 3 mois et 14 jours de développement en 2015.
L'une des plus grandes choses ajoutées sur Mari0: SE sont les ennemis personnalisés, codée en JSON.
Le jeu final peut avoir du multijoueur en ligne, mais à cause de certains problèmes techniques et de synchronisation, le multijoueur en ligne n'est pas disponible au bêta téléchargeable.